# Vid (Ungheria)
Vid è un comune dell'Ungheria di 119 abitanti (dati 2001). È situato nella contea di Veszprém.